# Antoni Naguib
Antonios Naguib (egy. الأنبا أنطونيوس نجي) (ur. 18 marca 1935 w Samalut, zm. 28 marca 2022 w Kairze) – egipski duchowny, arcybiskup, w latach 2006–2013 patriarcha Koptyjskiego Kościoła Katolickiego w Aleksandrii, kardynał od 2010.

## Życiorys
Urodzony 18 marca 1935 w Samalut w Egipcie. Wstąpił do seminarium w Maddi w Kairze, a następnie studiował teologię na Uniwersytecie Urbanianum w Rzymie w latach 1953-1958. Święcenia kapłańskie przyjął 30 października 1960 i rozpoczął pracę duszpasterską w Al-Minja. Powrócił na studia do Rzymu, gdzie zdobył licencjat z teologii (1962) oraz z Pisma Świętego na Papieskim Instytucie Biblijnym (1964).
Został wykładowcą w Patriarchalnym Seminarium Koptyjskim w Maadi do czasu nominacji na biskupa Minya 26 lipca 1977 roku. Chirotonii biskupiej udzielił mu 9 września 1977 ówczesny patriarcha Antiochii, Stefan I Sidarouss. We wrześniu 2002 ze względów zdrowotnych złożył swoją rezygnację z urzędu biskupa. Natomiast 30 marca 2006 roku został mianowany na arcybiskupa patriarchatu aleksandryjskiego jako następca Stefana II kardynała Ghattasa. 7 kwietnia 2006 papież Benedykt XVI udzielił mu komunii kościelnej.
20 listopada 2010 roku papież Benedykt XVI w czasie konsystorza podniósł abpa Naguiba do godności kardynalskiej.
31 grudnia 2011 przeszedł wylew krwi do mózgu, w wyniku którego pozostawał częściowo sparaliżowany. W związku z trudnościami w kierowaniu patriarchatem, w lutym 2012 synod biskupów Kościoła koptyjskiego wybrał biskupa Kyrillosa Williama Samaana tymczasowym administratorem. 15 stycznia 2013 Synod po konsultacjach z papieżem przyjął jego rezygnację z urzędu złożoną zgodnie z kanonem 126 § 2 Kodeksu kanonów Kościołów wschodnich. Jego następcą Synod wybrał biskupa Ibrahima Isaaca Sidraka.
Brał udział w konklawe 2013, które wybrało papieża Franciszka. 18 marca 2015 w związku z ukończeniem 80 lat utracił prawo do czynnego udziału w przyszłych konklawe.